# Vibeke Hastrup
Vibeke Hastrup född 7 april 1958, är en dansk skådespelare.
Hastrup studerade vid Statens Teaterskole 1978-1981.

## Filmografi (i urval)
- 1997 - Sunes familj
- 1990 - Låt isbjörnarna dansa
- 1988 - Himmel och helvete
- 1988 – Vid vägen
- 1987 – Babettes gästabud